# Колумбійська шерстиста мавпа
Колумбійська шерстиста мавпа (Lagothrix lagothricha lugens) — підвид звичайної шерстистої мавпи, що живе в Колумбії, та перебуває під загрозою зникнення.
Від початку вважалося, що колумбійська шерстиста мавпа є підвидом звичайної шерстистої мавпи (L. lagothricha), але пізніше її перекласифікували як окремий вид. Проте філогенетичне дослідження 2014 року виявило, що він все ж є підвидом L. lagothricha. Результати цього дослідження використовуються Американським товариством мамологів і Червоним списком МСОП.  
Серед усіх представників ателінових приматів, колумбійські шерстисті мавпи демонструють найбільший статевий диморфізм, який проявляється у більшому розмірі тіла самців. Самці приблизно на сорок п'ять відсотків важчі за самиць. Однак причина цього диморфізму залишається загадкою, оскільки немає очевидного вибору самки на користь більших самців. Спаровування колумбійських шерстистих мавп відбувається безладно, тому що всі статево зрілі самці в групі спарюються з кожною самкою в еструсі, і суперництво між самцями за спаровування є дуже рідкісним.